# The Black Hole (1979)
The Black Hole is een Amerikaanse sciencefictionfilm uit 1979, geregisseerd door Gary Nelson voor Walt Disney Productions. De hoofdrollen werden vertolkt door Maximilian Schell, Robert Forster, Joseph Bottoms, Yvette Mimieux, Anthony Perkins en Ernest Borgnine. Het verhaal is een futuristische bewerking van Jules Vernes roman Twintigduizend mijlen onder zee.

## Verhaal
Een aards verkenningsschip, de USS Palomino, ontdekt een zwart gat met een verloren schip genaamd de USS Cygnus net buiten de waarnemingshorizon. De bemanningsleden van de Palomino, bestaande uit kapitein Dan Holland, eerste stuurman Charlie Pizer, journalist Harry Booth, wetenschapper en buitenzintuigelijk waarnemer Dr. Kate McCrae, Dr. Alex Durant en de robot V.I.N.CENT, besluiten de Cygnus te onderzoeken. Wanneer de Palomino de Cygnus nadert, wordt hij bijna het zwarte gat ingezogen. Met veel moeite kan de bemanning voorkomen dat het schip in het zwarte gat belandt.
Naderhand blijkt het zuurstof-recyclingsysteem van de Palomino te zijn beschadigd. Snelle reparatie is noodzakelijk, anders bereiken ze nooit de aarde. De bemanning gaat aan boord van de Cygnus. Daar ontmoeten ze een bemanning van humanoïde robots en een man genaamd Dr. Hans Reinhardt, een prominente wetenschapper die 20 jaar geleden is verdwenen.
Reinhardt onthult de bemanning van de Palomino dat hij de afgelopen 20 jaar heeft gewerkt aan zijn meest ambitieuze project ooit. Hij wil met de Cygnus het zwarte gat betreden om de wereld aan de andere kant te verkennen. Hoewel de meeste bemanningsleden hier sceptisch op reageren, is Durant zwaar onder de indruk en wil zelfs mee met Reinhardt.
Reinhardt beweert dat hij de enige mens aan boord van het schip is, maar de Palomino-bemanning wordt al snel achterdochtig. Booth volgt een van de robots en ontdekt dat deze een kunstmatige groentetuin aan boord van het schip onderhoudt. De opbrengst van deze tuin is genoeg om duizenden mensen te voeden. Holland ontdekt ondertussen een hoop kamers gevuld met persoonlijke bezittingen en uniformen, wat erop duidt dat er mogelijk toch andere mensen zijn. Dan ziet Holland hoe een paar van de robots een ruimtebegrafenis uitvoeren.
Holland ontmoet een ouder model van V.I.N.CENT genaamd Old B.O.B. Deze onthult dat de bemanning van de Cygnus een muiterij begon tegen Reinhardt toen die het bevel negeerde om terug te keren naar de aarde. Reinhardt vermoorde als reactie de leider van de muiters - zijn eerste stuurman Frank McCrae en Kate’s vader. Daarna gebruikte hij de robots van het schip om lobotomie toe te passen op de andere bemanningsleden en ze te veranderen in willoze marionetten. Zij zijn nu de humanoïde "robots". Wanneer de Palomino-bemanning dit hoort, willen ze de Cygnus overnemen. B.O.B. verzekert hen echter dat de robots nooit meer kunnen worden terugveranderd in mensen en dat het zinloos is hen te bevechten. Het beste wat de bemanning kan doen is vluchten.
Durant en Kate vergezellen ondertussen Reinhardt naar de brug van het schip. Dankzij haar extra zintuig kan Kate telepathisch contact maken met V.I.N.CENT en ontdekt zo de waarheid over Reinhardt. Durant confronteert Reinhardt, maar wordt gedood door Reinhardts robot-bodyguard Maximillian. Vervolgens wil Reinhardt Kate laten lobotomiseren. Terwijl de rest van de bemanning probeert Kate te redden, besluit Harry er alleen vandoor te gaan met de Palomino. Reinhardt schiet het schip neer, maar de crash beschadigt het anti-zwaartekrachtsveld dat de Cygnus beschermt tegen het zwarte gat. De Palomino-bemanning probeert een ontsnappingscapsule te bereiken.
De g-krachten van het zwarte gat beginnen de Cygnus te vernietigen. Maximillian en Reinhardt beseffen dat ze hun schip moeten verlaten en haasten zich eveneens naar de ontsnappingscapsule. Onderweg wordt Reinhardt gedood door een groot scherm dat op hem valt. Maximillian, die geprogrammeerd is Reinhardts missie uit te voeren, gaat door met zijn taak. Hij confronteert de Palomino-bemanning bij de ontsnappingscapsule. V.I.N.CENT bevecht Maximillian, en vernietigt hem.
Holland, Pizer, McCrae, en V.I.N.CENT ontsnappen aan de Cygnus' in de ontsnappingscapsule, maar ontdekken dan dat Maximillian de capsule reeds had geprogrammeerd om het zwarte gat te betreden. Aan de andere kant van het zwarte gat belandt de groep in een wereld die lijkt op een combinatie van hemel en hel. Ze zien Reinhardt, die voor zijn wandaden wordt gestraft. Vervolgens begeleidt een engelachtig wezen de bemanning naar een wit gat, waarlangs ze in een nieuw universum belanden.

## Rolverdeling
| Acteur            | Personage                | Opmerkingen |
| ----------------- | ------------------------ | ----------- |
| Maximilian Schell | Dr. Hans Reinhardt       |             |
| Anthony Perkins   | Dr. Alex Durant          |             |
| Robert Forster    | Captain Dan Holland      |             |
| Joseph Bottoms    | Lieutenant Charles Pizer |             |
| Yvette Mimieux    | Dr. Kate McRae           |             |
| Ernest Borgnine   | Harry Booth              |             |
| Tommy McLoughlin  | Captain S.T.A.R.         |             |
| Roddy McDowall    | V.I.N.CENT               | stem        |
| Slim Pickens      | Old B.O.B.               | stem        |

## Achtergrond

### Productie
De film wordt vaak gezien als Disneys antwoord op Star Wars, hoewel de productie van de film reeds in 1975 begon. Met een budget van 20 miljoen dollar was het een van de duurste films ooit gemaakt door Disney.
De film was de eerste Disneyfilm die geen universele rating kreeg vanwege mild grof taalgebruik en scènes waarin mensen duidelijk in beeld sterven. Het betekende het begin van Disneys experimenten met films die meer op een ouder publiek waren gericht. Dit leidde uiteindelijk tot de oprichting van Touchstone Pictures.

### Fouten
The Black Hole bevat een aantal feitelijke onjuistheden met betrekking tot de ruimte. Zo zijn er roodgloeiende meteorieten te zien terwijl er geen dampkring is en betreedt de crew op een gegeven moment de ruimte zonder ruimtepakken. Tijdens de ontsnapping uit de Cygnus zit Kate gewoon rechtop in haar stoel, terwijl de andere crewleden door de g-krachten in hun stoelen worden gedrukt.

### Reacties
De film werd niet al te goed ontvangen door critici, hoewel de special effects wel werden geprezen. De film bracht in de Verenigde Staten 36 miljoen dollar op, waarmee het de op 20 na succesvolste film van het jaar was.

### Filmmuziek
De hoogtepunten van de filmmuziek werden door Disney uitgebracht op LP in 1979. Het was de eerste digitaal opgenomen muziek voor een film. Het uitgebrachte album bevat de volgende nummers:
- "Overture" (2:27)
- "Main Title" (1:46)
- "The Door Opens" (3:38)
- "Zero Gravity" (5:53)
- "Six Robots" (1:59)
- "Durant Is Dead" (2:31)
- "Start The Countdown" (3:51)
- "Laser" (2:15)
- "Into The Hole" (5:00)
- "End Title" (2:34)

## Prijzen en nominaties
In 1980 werd “The Black Hole” genomineerd voor 7 prijzen, maar won er geen:
- De Academy Award voor beste cinematografie
- De Academy Award voor beste effecten
- Vier Saturn Awards:
  - Beste muziek
  - Beste sciencefictionfilm
  - Beste speciale effecten
  - Beste scenario
- De Hugo Award voor Best Dramatic Presentation